# 白山前駅
白山前駅（はくさんまええき）は、かつて新潟県新潟市（現・中央区）一番堀通町にあった新潟交通電車線の停留場。
1933年（昭和8年）の軌道線区間開業から1992年（平成4年）の同区間廃止までの間、同線の起点となっていた。

## 概要

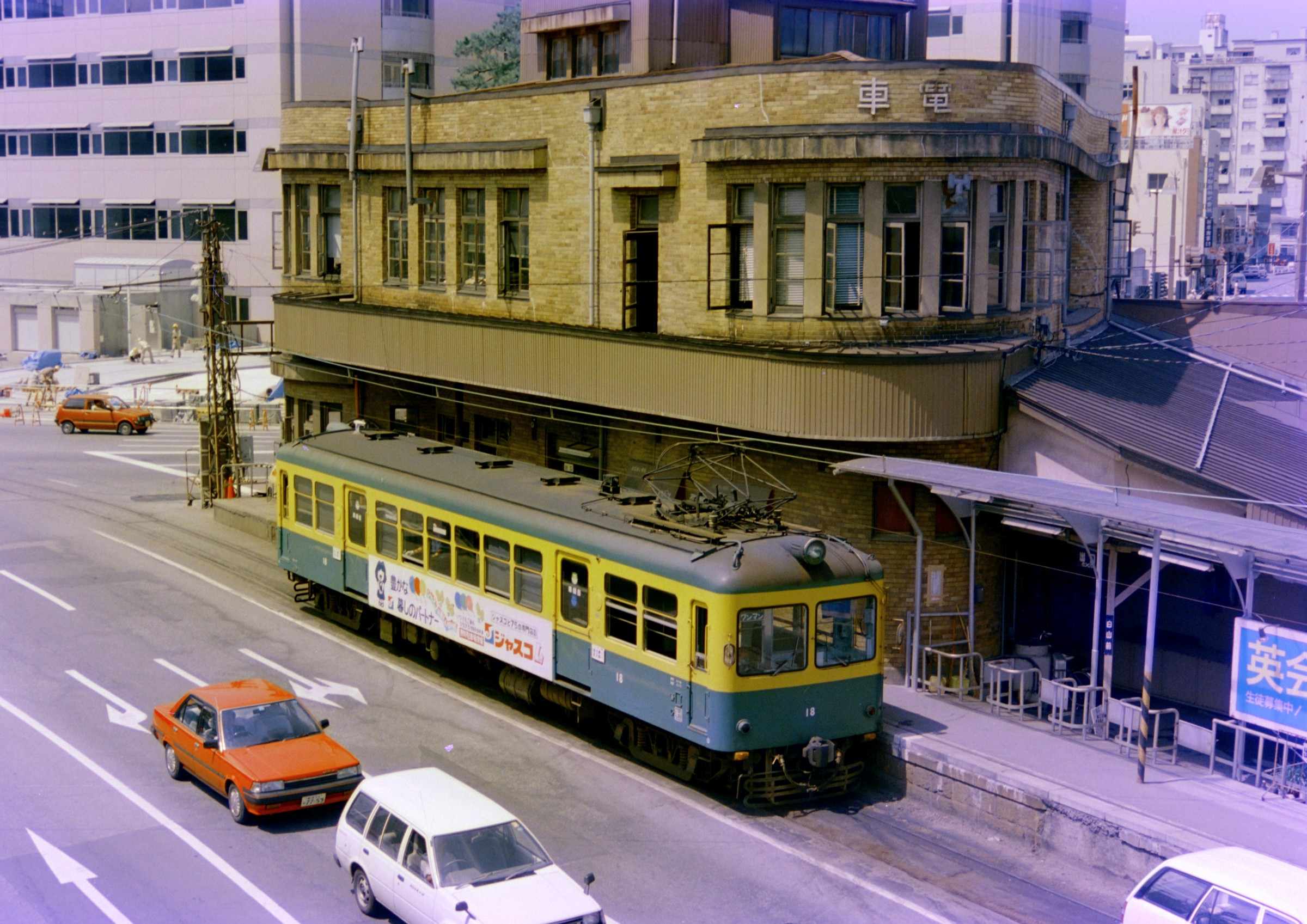
停車中の電車（1989年8月）

新潟電鉄線の軌道区間開通とともに県庁前駅として開業。新潟県庁舎南側、白山公園東側に位置する道路の中州部分に駅舎が設けられた。開業当初、駅舎西側にホーム1線が設けられたが、軌道区間をその後東中通・柾谷小路・萬代橋を経由して新潟駅前まで延伸することを見込み、駅舎北側にもホームを増設する予定であった。しかし結局延伸計画は実現せず、1958年（昭和33年）に免許失効。ホーム増設も行われず、開業から廃止までホーム1本の単線駅であった（延伸計画に関する詳細は新潟交通電車線、萬代橋の項目も併せて参照）。戦前にはこの軌道区間に停留所が設けられたことがある。
1985年（昭和60年）、新潟県庁舎の移転に伴って、駅名を白山神社・白山公園に因む「白山前」に改称した。この際に、駅舎周辺のバス停留所も「県庁前」から「白山前」に改称した。しかし電車線の利用者は年々減少。白山前駅は新潟駅や古町、万代シテイなどといった市内中心部の主要施設や繁華街からやや距離があるため、アクセスには路線バスへの乗換えを必要とする点が大きなネックとなっていた。それに加えて当駅 - 東関屋駅間の路面区間は狭隘な道路を経由する上、沿線住民からは振動や騒音に対する苦情が市や新潟交通に寄せられていたことなどから、路面電車の区間は1992年（平成4年）に廃止された。それに伴って東関屋駅と新潟駅の間に連絡バスを運行する策が執られ、この措置は1999年（平成11年）の全線廃止まで行われた。なお、県庁本庁舎跡には1989年（平成元年）に新潟市役所本庁舎本館が新築移転し、それに伴って駅舎周辺のバス停は「市役所前」に改称したが、電車線の駅名は駅名板を「白山前（新潟市役所前）」という併記の形にするに留め、「白山前」のまま改称されなかった。

## 歴史

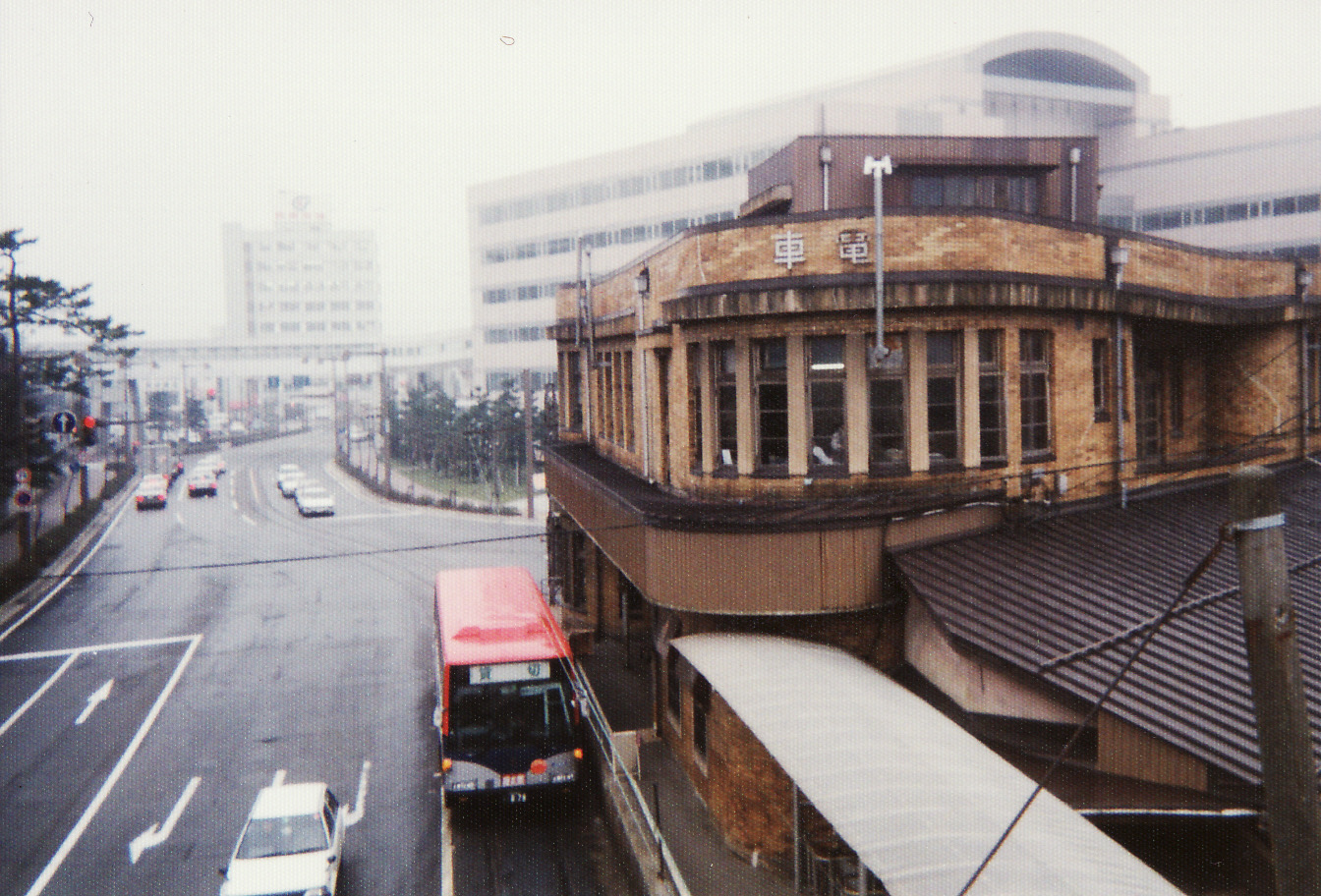
休止期間中運行された列車代行バス

- 1933年（昭和8年）7月28日 - 県庁前 - 東関屋間の延伸開業に伴い、新潟電鉄の県庁前駅として開業。
- 1934年（昭和9年）8月1日 - 貨物営業開始。
- 1943年（昭和18年）12月31日 - 新潟交通の発足に伴い同社の駅となる。
- 1958年（昭和33年）10月23日 - 県庁前 - 新潟駅前間の軌道特許が失効。
- 1964年（昭和39年）6月16日 - 新潟地震。鉄道線が約1か月、軌道線が12月31日の白山神社の二年参り列車運行まで運休。
- 1982年（昭和57年）7月 - 貨物営業廃止。
- 1985年（昭和60年）6月1日 - 県庁の移転（6月15日）に伴い白山前駅に改称。
- 1992年（平成4年）
  - 3月20日 - 白山前 - 東関屋間運行休止。正式な廃止日の3月31日までは列車ダイヤに合わせてホームから発着する代替バスが運行された。
  - 3月31日 - 廃止。
  - 7月1日 - 駅舎にてビヤホール開店、9月1日まで[1]。
- 1994年（平成6年）12月12日 - 駅跡に「ポケットパーク」完成、完工式挙行[2]。

## 駅構造
地上駅。駅舎西側に面して単式ホーム1面1線を設けていた。

### 駅舎
- 駅施設
  - 出札窓口
  - 券売機
  - 改札口（駅舎内に乗車口、歩道橋側に降車口）
  - 待合室
  - トイレ
- 売店
- 菓子店（パン店）
- 喫茶店
- 立ち食いそば店（待合室内）
- 新潟交通電車部事務所

また駅舎を跨ぐ形で新潟地方裁判所 - 白山公園間に歩道橋が設けられていた。このほか、駅舎北側にはバス停留所が設けられていた。新潟交通「県庁前（のち白山前、市役所前）」バス停のうち、白山前駅横には停留所が2箇所設けられ、廃線直前には寺尾線（寺尾・内野・赤塚方面）及び流通センター線（大堀幹線・流通センター方面）、大野白根線（平島・大野・白根・木場方面）の計2方面の路線が発着していた。

## 停留場周辺
- 国道116号（東中通）
- 新潟県道164号白山停車場女池線（一番堀通）
- 新潟市役所
- 白山公園
  - 白山神社
- 新潟地方裁判所
- 新潟大学医学部・歯学部、医学部付属病院・歯学部付属病院（現・医歯学総合病院）

## 廃止後の状況

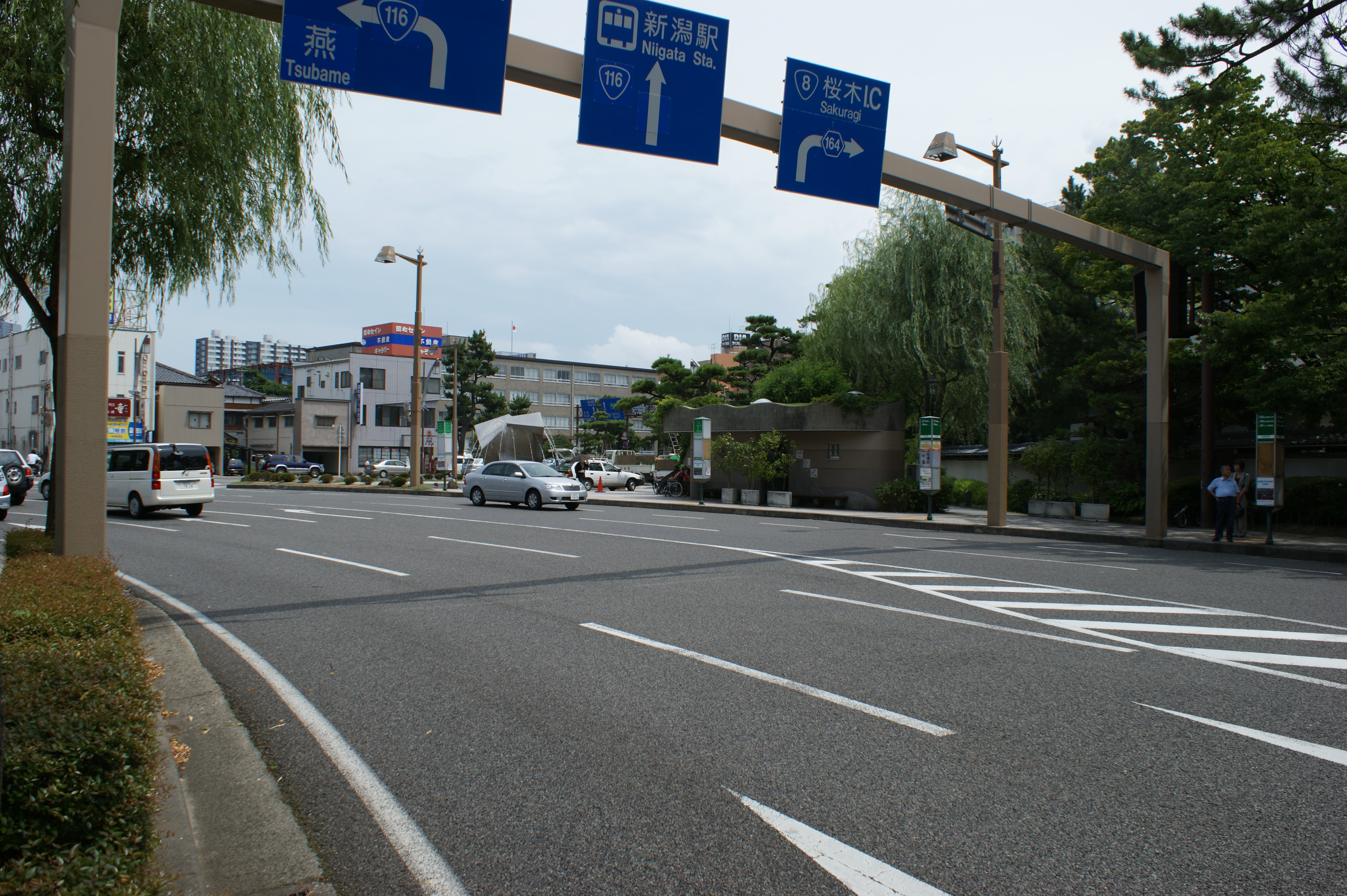
駅舎は噴水の左側にあり、線路は手前から噴水の辺りに向かっていた。噴水より右側は昭和大橋へ抜ける道路だった。（2008年8月1日）

かつて駅舎は三方を車道に囲まれた三角地に所在していた。このため駅舎周辺の交差点の構造は非常に複雑で、駅舎を中心に計3箇所で信号処理が行われていた。
廃止後の1992年（平成4年）夏季には、駅舎1階の空間と飲食店テナント跡の厨房設備を活用して期間限定のビアホール「キリン一番搾りホーム」が開設され、その営業終了後に駅舎は撤去された。なお駅舎を撤去した際、タイル張りの壁面や出札口のアクリル板など、旧構造物の一部が東関屋駅の敷地内に保存されていたが、これらは敷地売却の際に撤去され、一部は旧月潟駅の鉄道施設の保存活動を手掛ける「かぼちゃ電車保存会」へ譲渡され、保存されている。
駅舎撤去後に道路配置が見直され、大規模な改修が行われた。この際、3箇所設けられていた交差点は「市役所前交差点」の1箇所に集約され、ホームに面する形で電車通りと一番堀通りを結んでいた道路は廃止され、国道116号と県道164号とが交差する十字路となり、道路交通の整流化が図られた。
駅舎と道路の跡地は新潟県と新潟市によってポケットパークとして整備され、前述の噴水、公衆トイレ、全長90m・幅2mの水路が設けられた他、かつて駅舎横に設けられていたバス停も移設された。
このポケットパークの公園名称は「一番堀広場」（通称名「白山前駅跡地ポケットパーク」）と命名され、1994年（平成6年）度の「緑のデザイン賞」で建設大臣賞を受賞している。なお管理業務は開園当初は新潟市が、政令市移行後は中央区が行っている。
新潟交通グループの「市役所前」バス停のうち、このポケットパーク横には4箇所の停留所が設けられ、2015年9月4日までは寺尾線、大堀線、流通センター線（現在の小新線）、8号方面線（現在の大野・白根線および味方線）、中央循環線（現在の県庁線および市民病院線）、石山線、牡丹山線、長潟線（東跨線橋経由）の各路線が発着していた。
なお、翌9月5日に実施された新潟交通グループのダイヤ改正に際し、このポケットパーク横の停留所は全て休止扱いとされ、新潟市役所分館横のバスロータリー周辺へ移設された。また寺尾線、大堀線、大野・白根線の一部を除く便と、小新線、味方線の全便は、同日から新潟駅前 - 青山間で運行が開始されたBRT路線「萬代橋ライン」に運行体制が統合されたほか、県庁線と市民病院線をはじめとする昭和大橋・千歳大橋方面の各路線は前掲のバスロータリー発着に、石山線、牡丹山線、長潟線の東跨線橋経由便は万代シテイ・新潟駅万代口発着に、それぞれ変更された。なお萬代橋ラインの新潟駅前 - 市役所前間は、実現に至らなかった軌道線の中心部延伸計画の区間と同一の経路を経由している。

## 隣の駅
新潟交通
電車線
白山前駅 -（鉄軌分界点）- 東関屋駅